# Joaquín Guzmán
Joaquín Archivaldo Guzmán Loera (Espanhol: [xoaˈkin aɾtʃiˈβaldo ɣuzˈman loˈeɾa]), mais conhecido pela alcunha de El Chapo ("Baixinho", pronúncia: [el ˈtʃapo]; Badiraguato, 4 de abril de 1957) por causa de seus 1,68 m de altura, é um narcotraficante mexicano ex-líder da Alianza de Sangre, também conhecida como Cartel de Sinaloa, um sindicato internacional do crime. É considerado pelas autoridades como um dos mais poderosos traficantes de drogas do mundo.
Guzmán nasceu em Sinaloa e foi criado em uma família de agricultores pobres. Ele sofreu abuso físico por parte do seu pai e também ingressou no comércio de drogas através dele, ajudando-o a cultivar maconha para traficantes locais durante o início da vida adulta. Guzmán começou a trabalhar com Héctor Luis Palma Salazar, um dos traficantes em ascensão do país, no final dos anos 70. Ele ajudou Salazar a mapear rotas para transportar drogas por Sinaloa e para os Estados Unidos. Mais tarde, supervisionou a logística de Miguel Ángel Félix Gallardo, um dos principais chefões do país em meados dos anos 80, mas Guzmán fundou seu próprio cartel em 1988, após a prisão de Gallardo.
Supervisionou as operações pelas quais cocaína, metanfetamina, maconha e heroína foram produzidas em massa, contrabandeadas e distribuídas pelos Estados Unidos e Europa, os maiores usuários do mundo. Ele conseguiu isso ao ser pioneiro no uso de células de distribuição e túneis de longo alcance perto das fronteiras, o que lhe permitiu exportar mais drogas para os Estados Unidos do que qualquer outro traficante na história. A liderança de Guzmán no cartel também trouxe imensa riqueza e poder; A Forbes o classificou como uma das pessoas mais poderosas do mundo entre 2009 e 2013, enquanto a Administração de Repressão às Drogas (DEA) estimou que ele correspondia à influência e riqueza de Pablo Escobar.
Joaquín Guzmán foi capturado pela primeira vez em 1993 na Guatemala e extraditado e condenado a 20 anos de prisão no México por assassinato e tráfico de drogas. Ele subornou os guardas da prisão e escapou de uma prisão federal de segurança máxima em 2001. Seu status de fugitivo resultou em uma recompensa combinada de US$ 8,8 milhões no México e nos EUA por informações que levassem à sua captura, e ele foi preso no México em 2014. Ele escapou antes da sentença formal em 2015, através de um túnel sob sua cela. As autoridades mexicanas o recapturaram após um tiroteio em 2016 e o extraditaram para os EUA um ano depois. Em 2019, ele foi considerado culpado de várias acusações criminais relacionadas à sua liderança no Cartel de Sinaloa, e atualmente está cumprindo uma sentença de prisão perpétua no ADX Florence.

## Vida
Guzmán nasceu em La Tuna, Badiraguato, no estado de Sinaloa, no oeste do México, filho de Emilio Guzmán Bustillos (um rancheiro) e María Consuelo Loera Pérez. Ele tinha duas irmãs (Armida e Bernarda) e quatro irmãos (Miguel Ángel, Aureliano, Arturo e Emilio). Pouco se sabe sobre sua infância, vivendo numa casa pobre. Quando criança, ele vendia laranjas até que teve que deixar a escola para ajudar seu pai no trabalho. Ele e seus irmãos constantemente apanhavam do seu pai, porém as vezes Guzmán o enfrentava para defender os irmãos mais novos. Sua mãe, por outro lado, era o "pilar emocional" da família. Seu pai gastava boa parte do dinheiro da família em bebidas e prostitutas, o que forçou Joaquín Guzmán a plantar maconha em sua casa para vender, junto com seus primos, quando tinha 15 anos, para sustentar a família. Quando ainda era adolescente, seu pai o expulsou de casa, o que o fez morar com o avô por um tempo. Foi neste período que ganhou seu apelido, "El Chapo", uma gíria mexicana que significa "baixinho", graças aos seus 1,68 metros de altura. Em Badiraguato, muitas pessoas trabalhavam com a produção de papoula do ópio. Quando virou adulto, através do tio, Pedro Avilés Pérez, deixou sua cidade e foi procurar trabalhos mais lucrativos com cartéis de drogas.
Desde a década de 1980, Guzman Loera se envolveu com o tráfico pesado de drogas, através da parceria com Miguel Ángel Félix Gallardo, conhecido como "O Poderoso Chefão", que era então o maior traficante de cocaína no México. Após uma série de prisões e divisões internas, "El Chapo" decide romper com a organização de Felix Gallardo e se mudou para Culiacan, onde fundou seu cartel. Nos anos setenta e oitenta, boa parte das drogas (especialmente cocaína) que entravam nos Estados Unidos vinha da Colômbia, com o México agindo apenas como ponto de transporte. Porém, no final da década de oitenta e começo da de noventa, as autoridades estadunidenses e colombianas começaram a desmantelar os mais poderosos cartéis de drogas em Medellín e Cáli. Assim, os cartéis mexicanos começaram a ganhar mais proeminência na venda de drogas para o lucrativo mercado estadunidense.
Em 1989, Félix Gallardo foi preso por autoridades mexicanas, enquanto Guzmán estava morando em Guadalajara. Naquela época, ele já tinha espalhado seus negócios por todo o México e as vezes monitorando o tráfico de perto. Em 1987, autoridades dos Estados Unidos determinaram que Joaquín Guzmán já era um dos líderes do cartel de Sinaloa. Entre outubro de 1987 e maio de 1990, ele supervisionou a entrada de 2,000 kg de maconha e 4,700 kg de cocaína no Arizona, lhe rendendo um lucro pessoal de US$ 1,5 milhão de dólares. Na fronteira Estados Unidos-México, Guzmán coordenou o tráfico via terra e avião, com enormes lucros. Os transportadores carregavam pequenas quantidades por vez, tornando mais difícil de detectar. Não demorou e os negócios ilícitos de Joaquín Guzmán começaram a gerar enormes rendas. Sua rede incluía centenas de traficantes, produtores e elementos corruptos dentro do governo mexicano e na fronteira com os norte-americanos. Com o crescimento dos seus negócios, outros cartéis começaram a disputar com Sinaloa pelas locais de produção e rotas de transporte de drogas. Entre 1989 e 1993, El Chapo travou uma guerra contra o cartel de Tijuana, que deixou centenas de mortos. Ele mesmo sobreviveu a várias tentativas de assassinato. Em uma dessas tentativas, o arcebispo Juan Jesús Posadas Ocampo acabou sendo morto por engano com quatorze tiros. O incidente enraiveceu a população mexicana, que começou a exigir ação por parte do governo. O rosto de El Chapo ficou agora estampado na capa de todos os jornais do país e uma recompensa foi posta em sua cabeça.
Em 1993, Joaquín "El Chapo" Guzmán foi preso na ponte internacional de Talisman, na Guatemala, e extraditado para o México, onde foi admitido para a prisão de Almoloya. Dois anos mais tarde, em 1995, ele foi transferido para a prisão de segurança máxima de Puente Grande, Jalisco, onde ele escapou em 19 de janeiro de 2001. O governo mexicano ofereceu uma recompensa por sua captura de 30 milhões de pesos, enquanto o governo dos Estados Unidos, sete milhões de dólares. Em setembro de 2001, os estadunidenses pediram a sua extradição, mas isso não foi possível.
Em meados da década de 90, o Cartel de Sinaloa já era uma das organizações criminosas mais ricas e poderosas do México. Enquanto ele estava na cadeia, seu irmão, Arturo Guzmán Loera, liderou o cartel, mas mesmo atrás das grades, El Chapo era considerado o comandante da organização, dando ordens aos seus tenentes sobre como gerir o negócio. El Chapo não tinha consideração em eliminar violentamente rivais e pessoas acusadas de trabalhar com cartéis inimigos; aqueles acusados de colaborar com as autoridades eram igualmente torturados e executados. No final dos anos 90, El Chapo já era o traficante mexicano mais procurado pelas autoridades dos Estados Unidos, sendo responsável pelo envio mensal de milhões de dólares em drogas para o território estadunidense. Em 1995, Héctor Luis Palma Salazar, co-líder do Sinaloa, foi preso. Isso deu a El Chapo total controle do cartel. Em 2001, quando fugiu da cadeia, El Chapo Guzmán já era considerado, pelo Departamento do Tesouro dos Estados Unidos, como o maior e mais poderoso traficante de drogas do mundo. A Drug Enforcement Administration, agência governamental anti-drogas dos Estados Unidos, afirmou que a influência de sua organização superava até mesmo a de Pablo Escobar. Através da exportação de drogas como cocaína, maconha, ópio e metanfetamina, os negócios do Cartel de Sinaloa geravam bilhões de dólares em renda. El Chapo tinha mansões, carros esporte, aviões particulares e outros bens de luxo.
A partir de 2001, El Chapo começou a violentamente expandir seus negócios, tomando cidades e territórios de gangues e cartéis rivais. Até 2006 a situação no México já era considerada uma "guerra aberta". Em 2004, assassinos pagos por El Chapo mataram Rodolfo Carrillo Fuentes (líder do Cartel de Juárez), junto com sua esposa e dois filhos, enquanto deixava um shopping em Ciudad Juárez. Com o número de mortes crescendo, em 2006, o presidente mexicano Felipe Calderón declarou guerra contra os cartéis de drogas. Nos próximos quatro anos, 50 mil pessoas foram presas. Porém, os homens ligados a El Chapo não pareciam ser muito afetados, o que fez com que muitas pessoas suspeitassem que Calderón estava tentando beneficiar o Cartel de Sinaloa, algo que o presidente negou. Vendo seus rivais indo para a cadeia, El Chapo tomou os territórios de outros cartéis.
Em 2009, o governo mexicano começou a mirar o cartel de Sinaloa. Uma recompensa de US$ 2,1 milhões de dólares foi colocado na cabeça de El Chapo por qualquer informação que levasse a sua captura ou morte. Porém, as denúncias de favoritismo de Felipe Calderón por Guzmán prosseguia e ele continuou a gerir seus negócios sem muitos problemas, apesar da pressão dos Estados Unidos. A partir de 2013, associados de El Chapo (como Mario López "El Picudo" Osorio) começaram a ser presos. Com o cerco se fechando, Guzmán, que já vivia em fuga, ficou mais paranoico com sua segurança, cercando-se de capangas e enchendo os escritórios governamentais com informantes. Quando a polícia descobria seu paradeiro, ele prontamente sabia de antemão e fugia. O governo de Enrique Peña Nieto, ao contrário de Calderón, mirou especificamente em Sinaloa e continuou a tentar prender El Chapo a todo o custo.
Segundo uma edição da revista Forbes de 2009, ele ocupava a posição 701° dos homens mais ricos do mundo, com uma fortuna de mais de um bilhão de dólares. Com um enorme império criminoso, Gúzman faturava alto negociando drogas e armas, exportando entorpecentes principalmente para os Estados Unidos. Seu cartel também era acusado de inúmeros assassinatos, extorsões, sequestros e outros crimes. Ele chegou a ser chamado de "O maior Senhor da Droga do mundo".
Em 22 de fevereiro de 2014, "El Chapo" Guzmán foi detido por elementos da Marinha do México em Mazatlan, Sinaloa. Naquele momento encontrava-se evadido da prisão de alta segurança do estado de Jalisco, desde 2001. Em 2013 chegou a ser dado como morto. Em julho de 2015, Guzmán fugiu do presídio de segurança máxima onde cumpria pena. Segundo autoridades, ele escapou através de um túnel cavado em baixo de um dos chuveiros da prisão, com extensão de mais de 1,5 km. Há fortes suspeitas de que carcereiros e agentes penitenciários facilitaram a fuga. Esta foi a segunda vez que "El Chapo" conseguiu fugir de uma prisão no México. Uma caçada humana, com milhares de policiais e militares, foi iniciada para recaptura-lo. Então, a 8 de janeiro de 2016, ele foi novamente preso por forças de segurança mexicanas.

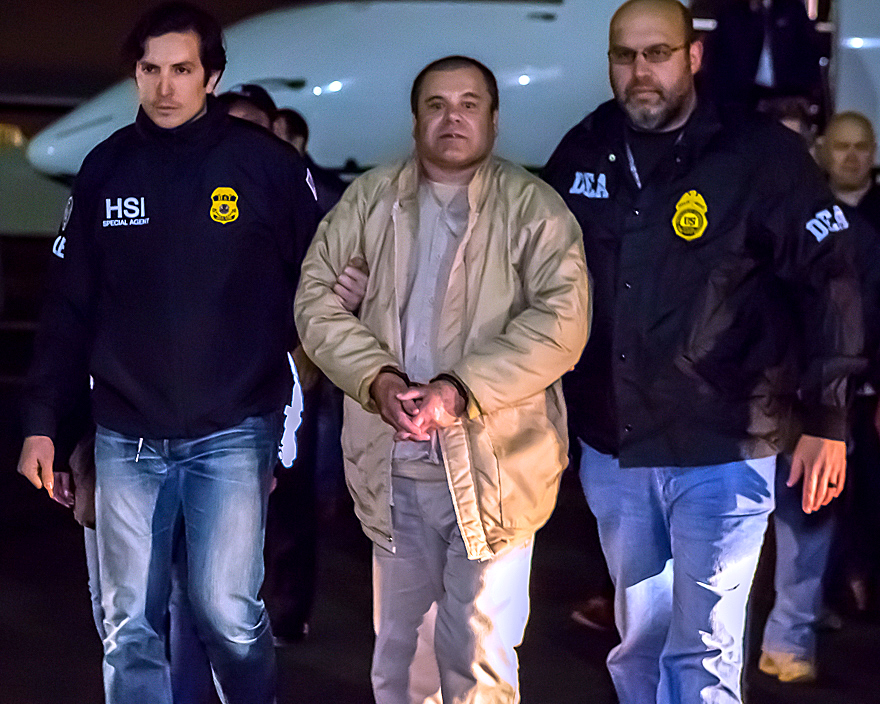
El Chapo em 19 de janeiro de 2017, sob custódia com agentes da DEA.

Entre 2014 e 2015, cumpriu pena em um presídio de segurança máxima em Almoloya de Juárez. Quando foi preso novamente em 2016, foi transferido para uma prisão perto da Ciudad Juárez, cidade que faz fronteira com o Texas e considerada uma das mais violentas do mundo. Em 19 de janeiro de 2017 foi extraditado para uma prisão de segurança máxima em Nova York, Estados Unidos.
Em 17 de julho de 2019, cinco meses após ser condenado por um juri, El Chapo foi formalmente sentenciado à prisão perpétua, por um tribunal federal em Nova Iorque, pelos crimes de conspiração internacional para produzir e distribuir drogas como cocaína, heroína, metanfetamina e maconha, tráfico e manuseio ilegal de armas de fogo, lavagem de dinheiro e formação de quadrilha.

## Cultura popular

### Literatura
Martin Corona, o principal assassino de um cartel rival de Sinaloa que por engano matou um padre ao mirar em Guzmán, publicou um livro de memórias revelador intitulado Confissões de um assassino de cartel em 2017.

### Música
Existem vários narco-corridos que fazem referências ao notório traficante e sua organização. Alguns artistas americanos também fizeram músicas com referências a "El Chapo", como os rappers Uncle Murda, Skrillex, Gucci Mane e The Game.

### Televisão
Em 2017, a Netflix e a Univision começaram a co-produzir a série El Chapo sobre a vida de Guzmán. A série estreou no domingo, 23 de abril de 2017 na Univision e foi seguida por um pós-show de 20 minutos na Live do Facebook intitulado "El Chapo Ilimitado".
Guzmán também é interpretado por Alejandro Edda na série de televisão Narcos: México.